# Marguilã
Marguilã (em usbeque: Марғилон; romaniz.: Marg'ilon) é uma cidade do Usbequistão, na província de Fergana. Tem 45,4 quilômetros quadrados e segundo censo de 2020, havia 235 024 habitantes.